# تشيكو ماتسوبارا
تشيكو ماتسوبارا (باليابانية: 松原智恵子؛ بالكانا: まつばら ちえこ) هي ممثلة يابانية، ولدت في 6 يناير 1945 في Ikeda, Gifu ‏ في اليابان.

## وصلات خارجية
- تشيكو ماتسوبارا على موقع IMDb (الإنجليزية)
- تشيكو ماتسوبارا على موقع روتن توميتوز (الإنجليزية)
- تشيكو ماتسوبارا على موقع ألو سيني (الفرنسية)
- تشيكو ماتسوبارا على موقع ميوزك برينز (الإنجليزية)
- تشيكو ماتسوبارا على موقع قاعدة بيانات الفيلم (الإنجليزية)